# Département de Santa María (Catamarca)
Pour les articles homonymes, voir Département de Santa María.
Le département de Santa María est une des 16 subdivisions de la province de Catamarca, en Argentine. Son chef-lieu est la ville de Santa María.
Le département a une superficie de 5 740 km2. Sa population s'élevait à 22 127 habitants, selon le recensement de 2001, ce qui lui donnait une densité de 3,9 hab./km2.

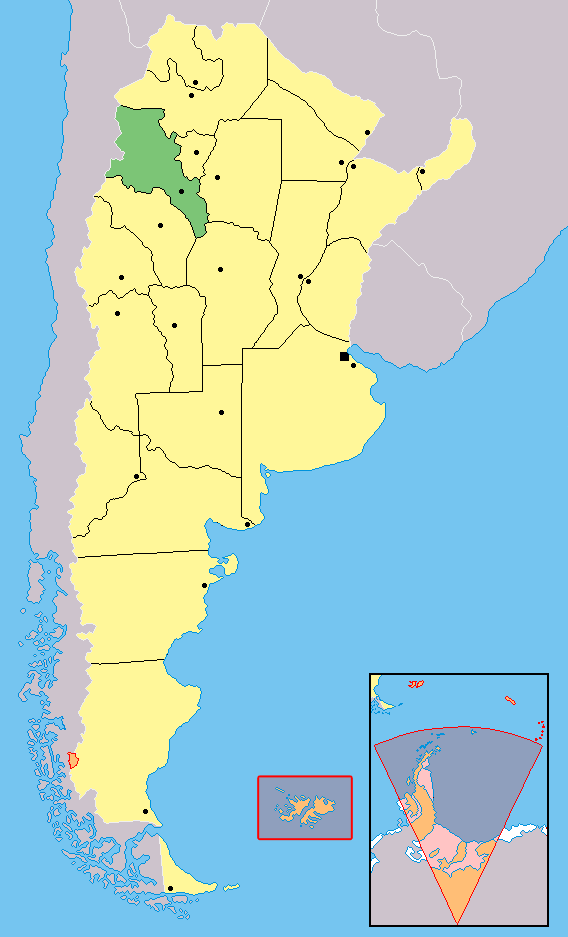
Localisation de la province de Catamarca en Argentine.

## Villes et localités
- La Puntilla
- Palo Seco
- San José
- San José Norte
- Santa María, chef-lieu